# Grundlinien der Philosophie des Rechts

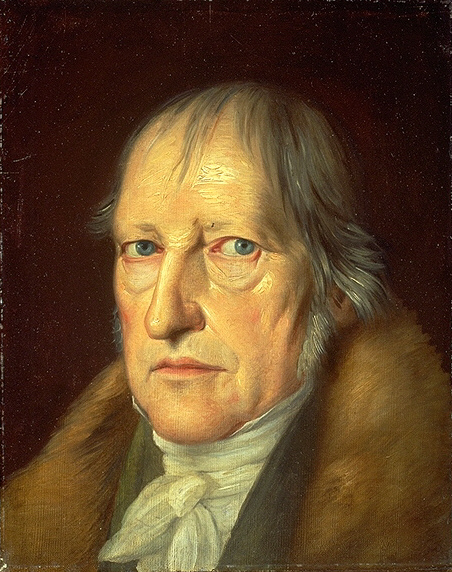
Georg Wilhelm Friedrich Hegel

De Grundlinien der Philosophie des Rechts (1821) is een filosofische tekst van Hegel, geschreven 1820 voor zijn studenten in Berlijn. In dit werk ontwikkelt de schrijver de instituties die de verwerkelijking van de vrijheid mogelijk maken. Zijn rechtsfilosofie omvat drie delen: het abstracte recht, de moraliteit en de zedelijkheid.

## Het abstracte recht
In het abstracte (formele) recht ontwikkelt Hegel de rechtscategorie van de persoon. De persoon verwerkelijkt zich in zijn eigendom. Eigendom veronderstelt de erkenning van de andere persoon als persoon. De ruil van eigendom expliciteert deze erkenning. Het abstracte recht als zodanig sluit echter de mogelijkheid van misverstand over de ruil, bedrog en geweld niet uit. Ook dit vooronderstelt evengoed de persoon als moreel subject. 

## De moraliteit
In de moraliteit ontwikkelt Hegel het morele subject. Terwijl het abstracte recht de formele kant van het recht ontwikkelt, ontwikkelt de moraliteit zijn inhoudelijke kant. Principe is het recht van subjectiviteit, dat wil bijvoorbeeld zeggen dat ik slechts als handelend subject erkend en moreel beoordeeld word voor zover ik in mijn handeling aanwezig ben. Met andere woorden, wanneer mijn handeling kwalijke gevolgen heeft die ik niet had kunnen voorzien, worden deze gevolgen mij niet aangerekend. Echter, dit sluit de mogelijkheid van het kwade geweten dat liegt over zijn intenties niet uit. Daarom maakt Hegel de overgang naar de zedelijkheid.

## De zedelijkheid
De zedelijkheid kent drie delen: de familie, de burgerlijke maatschappij en de staat. In de familie ligt volgens Hegel de kiem van zedelijkheid. De familie is wezenlijk een verhouding waarin ik onmiddellijk bij mezelf ben. Hegel vergelijkt de familie daarom met de polis. In de familie tel ik mee als lid.
In de burgerlijke maatschappij daarentegen lijk ik slechts te tellen voor zover ik beschik over kwaliteiten die voor anderen nuttig kunnen zijn. De burgerlijke maatschappij staat daarom aanvankelijk voor een verlies van zedelijkheid. Hegel probeert deze zedelijkheid te herwinnen met behulp van instituties als de corporatie, die als "tweede familie" moet dienen. Maar omdat er vele corporaties zijn, is hun eenheid niet onmiddellijk zichtbaar.
Daarom introduceert Hegel een "derde familie": de staat. De 'vader' van de staat is de monarch. Hij symboliseert de eenheid van de samenlevingsorde, en als zodanig is zijn handtekening vereist voor de bekrachtiging van bijvoorbeeld wetten.